# Imagerie médicale
L'imagerie médicale regroupe les moyens d'acquisition et de restitution d'images du corps humain à partir de différents phénomènes physiques tels que l'absorption des rayons X, la résonance magnétique nucléaire, la réflexion d'ondes ultrasons ou la radioactivité auxquels on associe parfois les techniques d'imagerie optique comme l'endoscopie. 
Apparues, pour les plus anciennes, au tournant du XXe siècle, ces techniques ont révolutionné la médecine grâce au progrès de l'informatique en permettant de visualiser indirectement l'anatomie, la physiologie ou le métabolisme du corps humain. Développées comme outil diagnostique, elles sont aussi largement utilisées dans la recherche biomédicale pour mieux comprendre le fonctionnement de l'organisme. Elles trouvent aussi des applications de plus en plus nombreuses dans différents domaines tels que la sécurité, l'archéologie et l'art.

## Historique

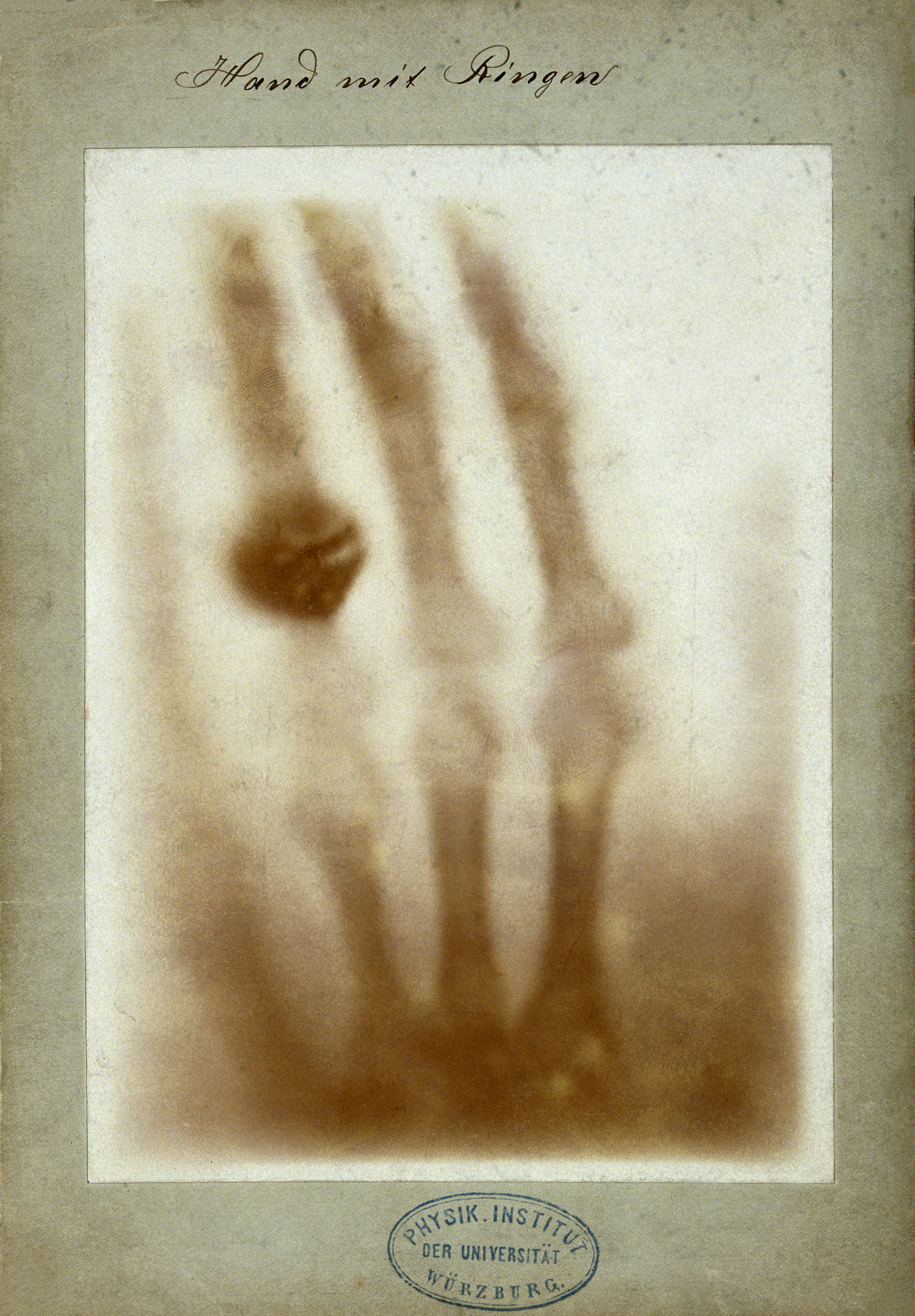
Le premier cliché anatomique radiographique par Wilhelm Röntgen.

Les débuts de l'imagerie médicale sont la conséquence des travaux de Wilhelm Röntgen sur les rayons X. En travaillant sur les rayons cathodiques en 1895, il effectue une expérience qui consiste à décharger le courant d'une bobine de Ruhmkorff dans un tube à vide placé dans une boite en carton. Il parvient à observer la fluorescence d'un écran de platinocyanure de baryum situé à l'extérieur de celle-ci,. Après avoir renouvelé l'expérience avec plusieurs matériaux, il remarque que ces rayonnements sont capables de traverser la matière. Il remarque également que la densité sur l'écran dépend du matériau traversé comme du papier, du caoutchouc, du verre ou du bois. Il a alors l'idée de placer sa main devant le tube et observe « des ombres plus sombres de l'os sur l'image que les ombres de la main ». Il s'agit donc de ce qui va devenir le principe de la radiographie. D'autres essais le conduisent à l'utilisation de films photographiques dont les premiers clichés anatomiques radiographiques sur sa femme Anna Berthe Roentgen le 22 décembre 1895. Wilhelm Röntgen reçoit le premier prix Nobel de physique en 1901 « en témoignage des services extraordinaires rendus par sa découverte des remarquables rayons ultérieurement nommés d'après lui ».
Dès la fin des années 1920, on injecte du « Radium C » à un malade pour suivre la circulation sanguine à l'aide d'un compteur de Geiger-Müller inventé en 1928. Par la suite en 1934, la radioactivité artificielle est découverte par Irène et Frédéric Joliot-Curie. On peut à partir de ce moment créer des isotopes (actuellement appelés radionucléides). En 1938, on arrive à produire de l'iode 131, qui est immédiatement utilisé en médecine pour des explorations et traitements de maladies thyroïdiennes (cancer et hyperthyroïdie). Puis la découverte du Technétium (99Tc) en 1937 par Emilio Segré l’atome no 43 alors manquant de la table de Mendeleiev. La découverte d'un isomère émetteur gamma (le 99mTc) et la possibilité de le produire dans un service médical sous forme d'un générateur a permis le marquage de différentes molécules permettant l'essor de la scintigraphie.

## Principe
Le but de l'imagerie médicale est de créer une représentation visuelle intelligible d'une information à caractère médical. Cette problématique s'inscrit plus globalement dans le cadre de l'image scientifique et technique : l'objectif est en effet de pouvoir représenter sous un format relativement simple une grande quantité d'informations issues d'une multitude de mesures acquises selon un mode bien défini.
L'image obtenue peut être traitée informatiquement pour obtenir par exemple :
- une reconstruction tridimensionnelle d'un organe ou d'un tissu ;
- un film ou une animation montrant l'évolution ou les mouvements d'un organe au cours du temps ;
- une imagerie quantitative qui représente les valeurs mesurées pour certains paramètres biologiques dans un volume donné.

Dans un sens plus large, le domaine de l'imagerie médicale englobe toutes les techniques permettant de stocker et de manipuler ces informations. Ainsi, il existe une norme pour la gestion informatique des données issues de l'imagerie médicale : la norme DICOM.

## Différentes techniques
Suivant les techniques utilisées, les examens d’imagerie médicale permettent d’obtenir des informations sur l’anatomie des organes (leur taille, leur volume, leur localisation, la forme d’une éventuelle lésion, etc.) ou sur leur fonctionnement (leur physiologie, leur métabolisme, etc.). Dans le premier cas on parle d'imagerie structurelle et dans le second d'imagerie fonctionnelle.
Parmi les méthodes d'imagerie structurelle les plus couramment employées en médecine, on peut citer d'une part les méthodes basées soit sur les rayons X (radiologie conventionnelle, radiologie numérique, tomodensitomètre ou CT-scan, angiographie, etc.) soit sur la résonance magnétique nucléaire (IRM), les méthodes échographiques (qui utilisent les ultra-sons), et enfin les méthodes optiques (qui utilisent les rayons lumineux).
Les méthodes d'imagerie fonctionnelles sont aussi très variées. Elles regroupent les techniques de médecine nucléaire (TEP, TEMP) basées sur l'émission de positons ou de rayons gamma par des traceurs radioactifs qui, après injection, se concentrent dans les régions d'intense activité métabolique, notamment dans le cas des métastases osseuses survenant dans un milieu dense, les techniques électrophysiologiques (comme l'électroencéphalographie quantitative), celles qui mesurent les modifications de l'état électrochimique des tissus (en particulier en lien avec l'activité nerveuse), les techniques issues de l'IRM dite fonctionnelle ou encore les mesures thermographiques ou de spectroscopie infra-rouge.

### Champs magnétiques
- Imagerie par résonance magnétique (IRM), utilisant l'effet d'un champ magnétique intense sur le spin des protons. C'est un procédé tomographique, permettant d'obtenir des « coupes virtuelles » du corps suivant trois plans de l'espace (coupe sagittale, coupe coronale et coupe axiale). En fonction des paramètres choisis, l'IRM permet d'obtenir des images très contrastées de certains tissus en fonction de leurs propriétés histologiques. C'est donc un outil particulièrement utilisé en imagerie cérébrale. Les examens IRM sont considérés à ce jour sans risque sur l'organisme. Cependant, tout objet ferromagnétique, sensible au champ magnétique (piercing, pacemaker, certaines prothèses, etc.), est dangereux.
- La magnétoencéphalographie (MEG) est une technique de mesure des faibles champs magnétiques induits par l'activité électrique des neurones du cerveau. Contrairement à l'IRM, elle ne repose pas sur l'aimantation préalable des tissus. Par conséquent, la présence d'objet magnétique ne pose aucun risque.
- La magnétocardiographie est une technique très analogue à la précédente qui consiste à mesurer les champs magnétiques induits par l'activité électrique des cellules du muscle cardiaque au niveau du torse. Elle n'est que très peu utilisée.

### Radioactivité
Elle est utilisée en médecine humaine pour explorer (scintigraphie) et traiter des patients (radiothérapie interne vectorisée). Elle est aussi utilisée en laboratoire (dosages radioimmunologiques ou RIA). Les techniques de scintigraphie (médecine nucléaire) reposent sur l'utilisation d'un traceur radioactif qui émet des rayonnements détectables par les appareils de mesure. Ces molécules marquées par la radioactivité (radiopharmaceutiques) sont choisies pour se fixer préférentiellement sur certaines cellules ou tracer certaines fonctions de l'organisme. Une image de la biodistribution de la radioactivité est réalisée et interprétée par un médecin. Des paramètres peuvent être calculés (fraction d'éjection du ventricule, activité relative de chacun des deux reins...). Les images obtenues peuvent être planaires ou reconstruites sous forme de coupes (tomoscintigraphie).
- Tomographie d'émission monophotonique (TEMP ou SPECT) : elle utilise l'émission de photons gamma par une molécule marquée par un isotope radioactif injecté dans l'organisme.
- Tomographie par émission de positons (TEP ou PET) : elle utilise le plus souvent le fluorodésoxyglucose, un analogue du glucose marqué par un radioisotope le 18F émettant des positons. Ces positons interagissent dans la matière et deux photons de 0,511 MeV sont émis en coïncidence permettant la détection. Le fluor 18 permet de voir les cellules à fort métabolisme telles que les cellules cancéreuses ou les infections.

Chacune des deux techniques de scintigraphie a ses avantages et inconvénients. Le choix dépend du diagnostic évoqué, mais aussi de la disponibilité des radiopharmaceutiques et des caméras TEP.
Les radionucléides les plus utilisés sont le 99mTc en scintigraphie conventionnelle et le 18F en scintigraphie par émission de positons. Les radionucléides utilisés ont le plus souvent des périodes physiques très courtes (six heures pour le 99mTc, deux heures pour le 18F). À la décroissance liée à la période physique du radionucléide s'ajoute celle liée à la période biologique.
Les scintigraphies les plus courantes sont la scintigraphie osseuse, la scintigraphie pulmonaire de ventilation et perfusion, la scintigraphie thyroïdienne, la scintigraphie du myocarde, la détermination de la Fraction d’Éjection Ventriculaire gauche… Mais pratiquement tous les organes et toutes les fonctions peuvent être explorées par cette méthode.
Dans un grand nombre de cas, les images scintigraphiques en coupes (fonctionnelles) peuvent être associées à des images structurelles (obtenues par scanner X) donnant ainsi des images de fusion très utiles au diagnostic.

### Rayons X
L'utilisation de rayons X est d'usage courant. Ces rayonnements, comme les rayons gamma sont ionisants et donc dangereux. En particulier, l'irradiation d'une cellule en phase de mitose peut provoquer une mutation de l'ADN et qui peut provoquer l'apparition d'un cancer à terme. Toutefois, grâce aux mesures de radioprotection, le risque inhérent aux examens X est limité autant que possible.
Différents types d'examens utilisent les rayons X :
- Radiographie, utilisant des rayons X et parfois l'injection de produit de contraste. Les images obtenues sont des projections des organes et des différents systèmes suivant un plan. Généralement, la radiographie est utilisée pour le système osseux car il s'agit du système le plus visible sur une radiographie du corps.
- tomodensitométrie X (Scanner X). Les images obtenues sont des coupes millimétriques (ou infra-millimétriques) pouvant être étudiées dans tous les plans de l'espace, ainsi que des images tridimensionnelles.
- la tomosynthèse, qui est une modalité d'imagerie par acquisition tomographique, réalisée sur un angle plus limité qu'en tomodensitométrie et avec moins de projections, ce qui permet de limiter la dose de rayonnements délivrée.
- l'Imagerie volumétrique par faisceau conique (ou Cône beam) offre une image précise des tissus minéralisés (dents, cartilages, os) de la tête ou de petites parties du corps poignets, chevilles) ou de la dispersion d'un produit de contraste.
- Absorption biphotonique à rayons X (DEXA) mesurant contenu minéral osseux (ostéodensitométrie).

Aux États-Unis, en 2010, la FDA a décidé de resserrer son contrôle, estimant que la tomographie par rayons X (scanner) et la fluoroscopie sont les principaux examens expliquant l'augmentation de l'exposition aux rayonnements ionisants des patients ; selon l'institut américain du cancer, ces surdoses induiraient 29 000 cancers par an supplémentaire et 15 000 décès dans le pays.
Il en est de même dans le monde entier. Les autorités insistent sur la nécessaire justification de ces actes, irremplaçables actuellement pour poser des diagnostics fiables et faire des évaluations pronostiques. Notamment l'auto-prescription de tels examens ne devrait pas être autorisée.

### Ultrasons
- Échographie, utilisant des ultrasons. L'image obtenue est une coupe de l'organe étudiée. Il peut être associé à un examen doppler analysant la vitesse du sang dans les vaisseaux ou dans les cavités cardiaques ou à une mesure du module de Young par couplage à une vibration de basse fréquence (technique des années 2005) [8].
- Échographie haute fréquence, utilisant des ultrasons dont la fréquence est supérieure à 20 MHz. Cette technique permet d'obtenir des images avec une meilleure résolution mais sa profondeur de pénétration reste faible, d'où son utilisation majoritaire dans l'exploration vétérinaire et la dermatologie chez l'humain.

### Rayons lumineux
L'Imagerie spectroscopique proche infrarouge utilise une mesure du chemin optique de la lumière émise par une source infra-rouge pour en déduire des mesures de l'oxygénation des zones du tissu traversé (en général du cerveau) afin d'en déduire son activité.
Les techniques de tomographie en cohérence optique (OCT, optical coherent tomography) permettent d'obtenir une image par réalisation d'interférences optiques sous la surface du tissu analysé. Ces interférences sont mesurées par une caméra (OCT plein champ) ou par récepteur dédié (OCT traditionnelle). Ces techniques sont non destructives et sans danger.
- OCT plein champ. C'est la plus performante des techniques OCT. L'image obtenue est une biopsie optique virtuelle. C'est une technique en développement qui permet, grâce à sa résolution (1 µm dans les trois dimensions X, Y, Z) de voir l'organisation cellulaire en 3 dimensions. Les images sont réalisées en plan, à la manière de photos prises au-dessus du tissu, mais à différentes profondeurs sous la surface du tissu observé. Cette technique utilise une source lumineuse blanche (spectre large).
- OCT traditionnelle. L'image obtenue est une coupe du tissu étudié. La résolution est de l'ordre de 10  à   15 μm. Cette technique utilise un laser pour réaliser les images.

La tomographie optique diffuse utilise également les rayons lumineux proche infrarouge (600 nm à 900 nm) pour observer le corps humain en trois dimensions.

## Perspectives, prospectives
Les tendances techniques et informatiques devraient permettre d'avoir des images de plus en plus précises (imagerie moléculaire dans certains cas), acquises plus rapidement et avec moins de stress pour le patient, éventuellement rendues tridimentionnellement et de manière animée, et consultables à distance.
Une aide automatisée à l'interprétation de l'image se développera probablement aussi par le biais de logiciels et de bibliothèques logicielles de traitement d'images et d'algorithmes d'intelligence artificielle.
La multiplication des techniques et leur complémentarité poussent les progrès dans la direction d'une imagerie dite multimodale dans laquelle les données issues de plusieurs techniques acquises simultanément ou non sont recalées, c'est-à-dire mises en correspondance au sein d'un même document. On pourra par exemple superposer sur une même image la morphologie des contour du cœur obtenue par IRM avec une information sur la mobilité des parois obtenues par échographie Doppler. Les appareils récents d'imagerie, « interopérables » permettent parfois de produire des images multimodales au cours d'un seul examen (par exemple, les systèmes hybrides CT-SPECT). De plus l'image pourra éventuellement être animée (cœur en train de battre) et présenté en bloc 3xD. Pour produire des images multimodales deux méthodes sont possibles : l'une est basée sur la fusion d'images obtenues par des procédés différents, et donc à des moments différents, ce qui induit des difficultés de calage des images quand le patient n'était pas exactement dans la même position au moment de la prise d'image. L'autre méthode consiste à développer des machines polyvalentes capables d'acquérir plusieurs types d'images différentes au même moment sur un même patient, puis de les fusionner, éventuellement en quasi-temps réel.
La microscopie devrait aussi évoluer, avec par exemple la détection plasmonique de nano-objets, des dispositifs d'analyse automatique, d'imagerie 3D à haute résolution ou d'animation 3D, éventuellement en temps réel et plus précis, utiles par exemple, pour les besoins de la neurologie, de la génétique ou de la recherche sur le cancer (par exemple, pour mieux étudier les des sites d’adhésion cellulaire ; une équipe franco-allemande a ainsi pu en 2012 produire l'équivalent d'un film présentant le mouvement de protéines essentielles à la vie d’une cellule).